# Notacanthomysis hodgarti
Notacanthomysis hodgarti är en kräftdjursart som först beskrevs av W. M. Tattersall 1922.  Notacanthomysis hodgarti ingår i släktet Notacanthomysis och familjen Mysidae. Inga underarter finns listade i Catalogue of Life.